# Victor Palla
Victor Manuel Palla e Carmo, conhecido como Victor Palla (São Sebastião da Pedreira, Lisboa, 13 de Março de 1922 – Lisboa, 28 de Abril de 2006), foi um arquitecto, fotógrafo, pintor, designer, escritor e editor português.

## Biografia
Filho do cabeleireiro teatral Vítor Manuel do Carmo, natural da freguesia e concelho de Vouzela, e de sua mulher Virgínia Ramos Palla, doméstica, natural de Lisboa (freguesia de São Cristóvão e São Lourenço), seus padrinhos de casamento. Era irmão do escritor José Palla e Carmo, também conhecido literariamente como José Sesinando, seu padrinho de casamento.
Em 1939 ingressa na Escola Superior de Belas-Artes de Lisboa, no mesmo ano de José Dias Coelho, Júlio Pomar, Marcelino Vespeira, Fernando Azevedo, Jorge de Oliveira, Vitório David e Rolando Sá Nogueira. Conclui o curso de arquitectura em 1945, na Escola Superior de Belas-Artes do Porto.

#### Casamentos
A 10 de janeiro de 1944, casou primeira vez civilmente, em Lisboa, com Leocádia Zulcides Baptista Nunes (Monte Pedral, Lisboa, 1915), estudante, já divorciada de Pedro Anjos Teixeira, filha dos comerciantes António Saraiva Nunes, natural de Trancoso, e Gertrudes Regina Baptista, natural de Santarém (freguesia de São Salvador). Por sentença de 2 de maio de 1956, os dois divorciaram-se litigiosamente.
Foi também casado com Maria Emília Cabrita, Maria Antónia Palla e Ivone Ballete.

#### Actividade Política
Junta-se ao Movimento de Unidade Democrática desde muito novo, no MUD Juvenil, através do qual entra em contacto com o Partido Comunista Português do qual se torna militante nos anos quarenta. Integra as comissões de organização das Exposições Gerais de Artes Plásticas com José Dias Coelho, que nos anos 40 e 50 do século XX em Portugal desempenharam um papel central no combate ao fascismo no meio artístico.

## Obra

### Arquitectura
Entre 1946 e 1973 tem atelier de arquitectura com Joaquim Bento d'Almeida. Desta parceria resulta um vastíssimo conjunto de obras, como por exemplo os primeiros snack-bares de Lisboa (entre eles o Galeto, o Pique-Nique, o Noite e Dia, o Tique-Taque ou a Pam-Pam), múltiplas moradias unifamiliares, edifícios de escritórios ou de habitação, unidades industriais ou edifícios públicos como a Escola do Vale-Escuro em Lisboa. A obra desta dupla de arquitectos foi revisitada em 2017, numa vasta exposição no Centro Cultural de Belém, em Lisboa.
Desde sempre a sua profissão de arquitecto convive com todas as outras artes que experimentou, conduzindo-o à pluralidade que caracterizará todo o seu percurso.
A título póstumo recebe a distinção de membro honorário da Ordem dos Arquitectos Portugueses.

### Fotografia
É, aliás, na década de 50 que mais tempo dedica à fotografia. Nesta data publica com Costa Martins, o livro Lisboa, cidade triste e alegre, mais tarde declarado como uma das grandes obras de fotografia do século XX, e a única portuguesa a ser reconhecida internacionalmente como tal. No livro de referência The Photobook: A History, é referido como um dos 100 melhores livros de fotografia do século XX.
É também nesta fase que surgem as fotografias de modelo, de retrato ou – consideradas por muitos as mais marcantes da sua obra – as das suas três filhas na casa onde viviam, projecto do próprio. Esta época é igualmente de um experimentalismo intenso nas provas: a conjugação de figuras, forma, espaço, luz, tempo e escala, resulta num conjunto notável de peças singulares, únicas e irrepetíveis.
O Centro de Arte Moderna da Fundação Calouste Gulbenkian exibiu em 1992 uma retrospectiva do seu trabalho fotográfico. Em 1999 foi o vencedor do 1º Prémio Nacional de Fotografia, pelo Centro Português de Fotografia / Ministério da Cultura.

### Design gráfico e outras artes
Se a obra de Victor Palla é importante ao nível da arquitectura ou da fotografia, não o é menos ao nível do design gráfico. Aliando o seu trabalho como editor ou tradutor à intensa devoção que sempre teve pela literatura, acaba por ser no grafismo das capas que se distingue e pelo qual ficará sempre associado a uma grande modernidade.
A pintura e o desenho são as actividades que o acompanham durante mais tempo e que são mais transversais a toda a sua carreira. Desde o início da década de 40 - altura de que datam os primeiros quadros - até ao final da década de 90, encontra-se uma obra vastíssima, densa de modernidade e inquietude.
Do grafismo à pintura, da arquitectura à fotografia, estas foram as artes a que mais se dedicou. No entanto, a multidisciplinaridade que sempre o caracterizou impeliu-o a experimentar todo o tipo de actividades, e foi assim que também acabou por se tornar - ainda que por períodos mais limitados - galerista, tradutor ou ceramista.
A sua obra de pintura e fotografia encontra-se presente em algumas das mais notáveis colecções do país, como seja a Fundação Calouste Gulbenkian, a Museu Colecção Berardo ou o Museu do Chiado.
Nas palavras de Lígia Afonso "Victor Palla, protagonista de um dos mais importantes e versáteis percursos do século XX português, desapareceu (...) sem que a dimensão da sua obra global tenha sido verdadeiramente entendida. A originalidade e o carácter inédito do seu percurso documenta uma sensibilidade profundamente plástica que reinventa, reinterpreta e cruza sucessivamente os diferentes media, sem determinação hierárquica, numa experimental vontade de contaminação e consequência".